# Oldies
Oldies – termin stosowany w krajach anglojęzycznych do opisu formatu radiowego opartego na emisji utworów muzycznych, które powstały, licząc od dziś (2011), w okresie pomiędzy 15 a 55 lat temu.
W latach 80. i 90. XX wieku termin „oldies” odnosił się do okresu od narodzin rock and rolla do początku ery pieśniarzy we wczesnych latach 70. – od ok. 1955 do ok. 1972. Na początku lat 2000. termin „oldies” zaczęto stosować w odniesieniu do muzyki z lat 70. i wczesnych lat 80. XX wieku, a określenie „classic hits” jest częściej używane dla określenia „nowych” „oldies” („oldies generacji X”) w przeciwieństwie do „starych” „oldies” („oldies Baby boomersów”).

## Historia

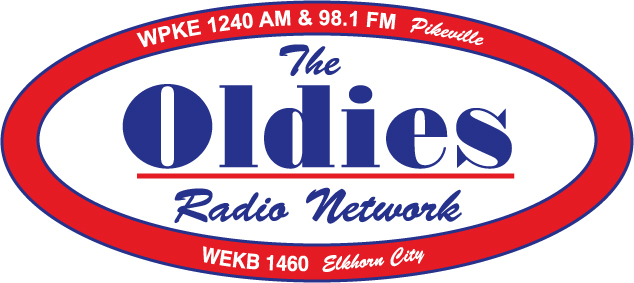
WEKB (1460 AM) stacja radiowa w Elkhorn City, Kentucky, USA) nadająca w formacie Oldies

Utwory „oldies” utrzymane są zazwyczaj w stylu R&B, pop czy różnych gatunków muzyki rockowej. Utwory country, jazzowe czy dzieła muzyki poważnej nie są na ogół zaliczane do „oldies”, choć niektóre z tych gatunków mają własny format „oldies” (np. classic country), a wiele utworów jest uznawanych za klasyczne w sferze muzyki country i w sferze muzyki Top 40. Czasami termin ten jest używany do określenia nielicznych stacji, które emitują muzykę z lat 40. XX wieku, choć muzyka sprzed 1955 roku dominuje w muzyce nostalgicznej zwanej „adult standards” (1955 uznawany jest za rok narodzin rock’n’rolla). Jednakże termin ten nie jest jednoznaczny dla fanów ówczesnej muzyki tanecznej.
Format „oldies” nazywany jest czasem „golden oldies” (po serii płyt o tej nazwie sprzedawanej przy pomocy częstych reklam telewizyjnych) – ten termin jednak odnosi się wyłącznie do muzyki z lat 50. i 60. XX wieku Stacje radiowe „oldies” zazwyczaj odtwarzają utwory takich artystów jak np. Elvis Presley, Chuck Berry, The Beatles, The Beach Boys, The Supremes, The Four Seasons i Sam Cooke, jak również utwory typu doo wop, rockabilly, surf rock, rock and roll i bubblegum rock. Repertuar stacji „oldies” obejmuje również piosenki nagrywane dla Motown Records, powstałe w okresie brytyjskiej inwazji czy wykonywane przez wczesne girlsbandy i piosenkarzy teen idol.
Większość tradycyjnych stacji „oldies” ogranicza listę utworów odtwarzanych na antenie do nie więcej niż 300, opierając się na strategii, że przeciętny słuchacz będzie słuchał ich stacji, o ile będzie znać przeboje. Wadą tej koncepcji jest niekończące się powtarzanie tych samych utworów. „Oldies” częściowo pokrywały się z formatem rocka klasycznego, który koncentrował się na muzyce rockowej z końca lat 60. i 70. XX wieku, a także na materiałach nowszych, utrzymanych jednak w stylu starszych utworów.

### Polska
W Polsce typowymi stacjami radiowymi o charakterze „oldies” są Radio Pogoda i Radio Plus oraz kilka rozgłośni internetowych (w tym najpopularniejsza radiostacja RMF Gold).